# Islamitisch Nieuwjaar
Islamitisch Nieuwjaar (Arabisch: رأس السنة الهجرية Ras as-Sanah al-Hijriyah) is de eerste dag van het nieuwe jaar volgens de islamitische kalender. Het is de eerste dag van de muharram, de eerste maand van het jaar. De jaartelling van de islamitische kalender begint met de Hidjra, de emigratie van de profeet Mohammed van Mekka naar Medina die zich afspeelde in 622 volgens de juliaanse kalender.
Het islamitische jaar is 11 tot 12 dagen korter dan het gregoriaanse jaar. Er zijn verschillende berekeningen mogelijk, zodat het islamitisch Nieuwjaar van land tot land kan verschillen.
| Islamitisch Nieuwjaar | Gregoriaanse datum |
| --------------------- | ------------------ |
| 1445 AH               | 19 juli 2023       |
| 1446 AH               | 7 juli 2024        |
| 1447 AH               | 26 juni 2025       |
| 1448 AH               | 16 juni 2026       |
| 1449 AH               | 6 juni 2027        |
| 1450 AH               | 25 mei 2028        |